# Fågelsta–Vadstena–Ödeshögs Järnväg
Fågelsta-Vadstena-Ödeshögs Järnväg (FVÖJ) var en 891 mm smalspårig järnväg mellan Fågelsta och Ödeshög via Vadstena i Östergötlands län. Järnvägen är nerlagd. Delen mellan Vadstena och Fågelsta används som museijärnväg och dressinbana.

## Historia
Vadstena stad hade byggt en 891 mm smalspårig järnväg Vadstena-Fågelsta Järnväg (WFJ) till Fågelsta. Den var skuldfri 1884 och då ville man förlänga banan över Östgötaslätten till Ödeshög samt bilda ett bolag som skulle överta WFJ från Vadstena stad. På hösten 1885 inbjöds det till aktieteckning i Fågelsta-Vadstena-Ödeshögs Järnvägsaktiebolag men det gick sakta med mycket motstånd i Ödeshög. Bolagsordningen bestämdes den 25 juni 1886 och samtidigt erhölls koncessionen. WFJ köptes samma dag av FVÖJ.
Järnvägen mellan Vadstena och Ödeshög var kostnadsberäknad till 600 000 kr och den öppnade för trafik den 13 november 1888. Bolaget erhöll ett statslån på 300000 kr. Den bokförda byggnadskostnaden var 1905 988 455 kr.
Med köpet av WFJ följde de 2 loken, 3 personvagnar och 18 godsvagnar. FVÖJ anskaffade 1888 ytterligare 2 lok, 7 personvagnar, 25 godsvagnar och 2 postvagnar. Ett femte lok anskaffades 1905, ett sjätte 1912 och ett sjunde 1919. Det första loket såldes till Gotland 1907.
Bolaget skaffade bestämmanderätt i Hästholmens hamn- och magasinsbolag, tillgång till torv vid Dagmossen som hade varit en vik av Tåkern samt öppnade en led över Vättern med en ångbåt till Hjo och Hjo-Stenstorps Järnväg. Vid Rävsjö utanför Fågelsta fanns det ett grustag. Dessutom gick det turisttrafik till Omberg.

### Mellersta Östergötlands Järnväg
Mellersta Östergötlands Järnväg (MÖJ) blev ansluten i Fågelstad 1898 genom att korsa Statsbanan Hallsberg-Mjölby i södra ändan av bangården. Redan 1897 hade FVÖJ och MÖJ kommit överens om samtrafik som startade men eftersom det inte fanns något kontrakt blev det stridigheter och trafiken låg nere under en del av år 1900. I slutet på året skrevs ett kontrakt och trafiken återupptogs. Redan 1899 väcktes frågan om en sammanslagning mellan FVÖJ och MÖJ. En utredning presenterades 1904 men inget mer skedde förrän 1916 då frågan väcktes på nytt. I januari 1919 enades man om förslaget, FVÖJ skulle träda i likvidation och koncessions skull överlåtas till Mellersta Östergötlands järnvägsaktiebolag. Tillstånd erhölls från Kunglig Majestät den 5 september 1919 och Fågelsta-Vadstena-Ödeshögs Järnvägsaktiebolag upphörde. 
Det finns mer vad som händer med järnvägen FVÖJ i artikeln om MÖJ. 
Svenska staten köpte MÖJ 1950 och Statens Järnvägar tog över driften samma år. Persontrafiken och godstrafiken mellan Vadstena och Ödeshög upphörde 1958. Spåret revs upp 1958-1959 och banvallen blev åter åker. Persontrafiken mellan Vadstena och Fågelsta upphörde 1963 och godstrafiken på vad som var den sista trafikerade delen av MÖJ 1978.
Den normalspåriga järnvägen Mjölby-Hästholmens Järnväg (MHJ) som öppnades 1910 anslöt vid Hästholmens station. Den normalspåriga banan korsade FVÖJ och fortsatte med ett parallellt normalspår till hamnen vid Vättern. I samband med nedläggningen av den smalspåriga järnvägen mellan Hästholmen och Ödeshög 1958 blev sträckan ombyggd till normalspår som var i drift fram till 1983.

## Nutid
Banvallen mellan Hästholmen och Ödeshög används som en del av cykelleden Vättern-Sommenleden.
Innan Statens Järnvägar 1978 lade ner trafiken på den smalspåriga sträckan mellan Vadstena och Fågelsta bildades redan 1974 en museiförening i Vadstena för att bevara järnvägen och miljön runt omkring.
Idag går det att åka cykla dressin på järnvägen samt att det går turer med gamla lok och vagnar ibland.